# Eriandra fragrans
Eriandra fragrans är en jungfrulinsväxtart som beskrevs av Van Royen och van Steenis. Eriandra fragrans ingår i släktet Eriandra och familjen jungfrulinsväxter. Inga underarter finns listade i Catalogue of Life.